# Układ zasilający silnika spalinowego
Układ zasilający silnika spalinowego – część silnika spalinowego, której zadaniem jest doprowadzenie do komory spalania mieszanki paliwowo-powietrznej. W silnikach o samoczynnym zapłonie powietrze, wcześniej przefiltrowane przez filtr powietrza, jest zasysane przez tłok w czasie suwu ssania. Paliwo jest wtryskiwane przez pompę wtryskową w czasie suwu sprężania, na krótko przed osiągnięciem przez tłok górnego skrajnego położenia.
Klasycznym, choć już rzadko stosowanym rozwiązaniem układu zasilania w silniku o zapłonie iskrowym, jest układ gaźnikowy. W tym rozwiązaniu przefiltrowane wcześniej powietrze miesza się z paliwem w gaźniku, urządzeniu o działaniu podobnym do strumienicy. Paliwo do gaźnika podawane jest przez pompę paliwową. W nowoczesnych silnikach układ gaźnikowy został zastąpiony układem z wtryskiem elektronicznym, w którym wtryskiwacze, podobne jak w silnikach o zapłonie samoczynnym, sterowane są elektronicznym układem logicznym.
W latach 1893–1897 Rudolf Diesel opracował silnik o zapłonie samoczynnym, którego urządzenie wtryskowe i późniejsze pompy wtryskowe są znane od dziesiątków lat.
Natomiast pompy wtryskowe do samochodowych silników o zapłonie iskrowym stały się popularne dopiero w końcu lat czterdziestych, najpierw w silnikach wyczynowych, a później również w samochodach produkowanych seryjnie. Jednak historia wtrysku benzyny jest tak stara, jak historia urządzeń wtryskowych silników o zapłonie samoczynnym. Najstarszym znanym, wytwarzanym seryjnie, układem wtryskowym był układ zastosowany już w 1898 roku przez Deutza w stacjonarnych silnikach benzynowych. Początkowo wtrysk benzyny zyskał znaczenie jako układ do przygotowania mieszanki w silnikach lotniczych, gdyż rozwój gaźnika nadającego się do lotów akrobatycznych nie był jeszcze dostatecznie zaawansowany. Już w 1912 roku Robert Bosch, jako pierwszy rozpoczął badania mające na celu opracowanie układu wtryskowego benzyny, następnie w 1914 roku prowadziła badania niemiecka firma Vergaserfabrik Pallas, lecz dopiero amerykańska firma Bendix – Stromberg w 1925 roku opracowała gaźnik wtryskowy. W początku lat trzydziestych w firmie Bosch, w której już produkowano pompy wtryskowe do silników o zapłonie samoczynnym, z powrotem podjęto badania nad opracowaniem użytecznego układu wtryskowego benzyny. Jednak starania producentów koncentrowały się jeszcze na
przygotowaniu mieszanki do silników lotniczych. Pierwszym pojazdem, wprawdzie nie wypróbowanym w wyścigach sportowych i do tego o elektrycznie sterowanym wtrysku [benzyny, był prawdopodobnie motocykl wyścigowy z silnikiem czterosuwowym wyprodukowany w 1930 roku przez włoską firmę Moto-Guzzi. Następnie w końcu lat czterdziestych i na początku pięćdziesiątych, były konstruowane wtryskowe układy benzyny z obcym napędem do samochodów seryjnych. Zadziwiającym jest przy tym fakt, że początkowo w te układy wyposażano tanie, popularne samochody z dwucylindrowymi silnikami
dwusuwowymi Goliath o objętości skokowej 600 i 900 cm³, później też z silnikami czterosuwowymi 1100 cm³ oraz małymi silnikami dwusuwowymi Gotbrod. Borgward zastosował układ wtryskowy benzyny w swoim samochodzie wyścigowym 1500 RS, który między innymi ze Sterlingiem Mossem za kierownicą, osiągnął znaczne sukcesy w wyścigach samochodowych. Rozpowszechnianie wtrysku benzyny na samochody wyższych klas zapoczątkowała firma Daimler-Benz układem o wtrysku bezpośrednim do legendarnego już samochodu Mercedes-Benz 300 SL. Po tym pierwszym udanym modelu firma Mercedes-Benz wyprodukowała dalsze samochody seryjnie wyposażone do 1968 roku w układy wtryskowe benzyny firmy Bosch z pompą rzędową. Oprócz firmy Bosch, aby wymienić tylko najważniejszych producentów, układy wtryskowe benzyny wytwarzały firmy: Kugelfischer, Schafer, Simms, Scintilla i Lucas.
Największe znaczenie dla układów rozwoju wtryskowych benzyny miały badania amerykańskiej firmy Bendix w końcu lat pięćdziesiątych. Wynaleziono wówczas elektroniczne, niezależne od napędu obcego, sterowanie wtryskiem benzyny. Opracowanie to zostało zakupione przez firmę Bosch i już w początku lat sześćdziesiątych pracował pierwszy silnik badawczy o elektrycznie sterowanym wtrysku benzyny.
Następnie we wrześniu 1966 roku układ ten wszedł do produkcji seryjnej i był wykorzystywany w samochodzie Volkswagen 1600 E. We względnie krótkim czasie elektroniczny wtrysk benzyny, nazywany obecnie D-Jetronic, wyparł z rynku benzynowe pompy wtryskowe z napędem obcym. Zdecydowało o tym, między innymi wprowadzenie przepisów ograniczających toksyczność spalin i oczekiwane dalsze ich zaostrzenie. Alternatywą dla układu D-Jetronic stał się opracowany również przez firmę Bosch, układ K-Jetronic, także bez napędu mechanicznego. Został on zastosowany po raz pierwszy w roku 1973 w seryjnie produkowanym samochodzie Porsche 911 T.
Układ D-Jetronic należy obecnie do historii motoryzacji. W roku 1974 został on zastąpiony seryjnym układem L-Jetronic, zastosowanym po raz pierwszy w samochodzie Opel Manta GTE. Później układ był stosowany już tylko w niewielkich ilościach w angielskim samochodzie Jaguar XJ12. Ważniejsze elementy układu D-Jetronic zostały sprzedane przez firmę Bosch brytyjskiej firmie Lucas, która wprowadziła podobne urządzenie do układu D-Jetronic, lecz o odmiennej technice sterowania.
Obecne układy wtryskowe nie różnią się zasadniczo, jeśli chodzi o zasadę działania, natomiast różnią się rozwiązaniami konstrukcyjnymi np. sterowanie wtryskiem paliwa odbywa się poprzez elektroniczne urządzenie sterujące, które zbiera informacje od czujników umieszczonych w silniku (np. ciśnienie zasysanego powietrza, jego temperatura, położenie wału korbowego itp.), nastąpiła zmiana wtryskiwaczy na elektromagnetyczne, które sterowane są impulsami napięciowymi.
[Zasilanie wtryskowe benzyną – Jurgen Kasedorf]

## INNA WERSJA – Układ zasilania w pojazdach samochodowych
Układ zasilania w tłokowych silnikach spalinowych pojazdów samochodowych odpowiada za dostarczenie w odpowiednich ilościach substancji (najczęściej jest to benzyna lub olej napędowy) potrzebnej do wytworzenia mieszanki paliwowo-powietrznej.
Tłokowy silnik spalinowy – silnik, w którym substancja (czynnik roboczy) ze stanu skupienia z ciekłego zmienia się na gazowy w naczyniu o zmiennej objętości.
Budowa układu zasilania zależy od sposobu zapalenia mieszanki paliwowo – powietrznej.
Jeżeli mieszanka taka zapalana jest w komorze spalania za pomocą dodatkowego urządzenia (przeskok iskry między elektrodami świecy zapłonowej) to taki silnik nazywamy silnikiem o zapłonie iskrowym (w skrócie ZI; powszechnie nazywanym benzynowym).
W silnikach benzynowych (lub ZI) wyróżniamy dwa układy zasilania:
1) gaźnikowy (powszechnie już niestosowany),
2) wtryskowy.
Jeżeli mieszanka paliwowo – powietrzna znajdująca się w komorze spalania ulega samozapaleniu na skutek wytworzenia wysokiej temperatury to taki silnik nazywamy silnikiem o zapłonie samoczynnym (w skrócie ZS; potocznie nazywanym dieslowskim).
W silnikach dieslowskich (lub ZS) wyróżniamy układ wtryskowy.

## Wtryskowy układ zasilania w silnikach benzynowych (ZI)
Z uwagi na sposób sterowania dzieli się układy wtryskowe o:
- sterowaniu mechanicznym

– układ K-Jetronic,
– układ KE-Jetronic,
– układ L-Jetronic.
- sterowaniu elektrycznym

Obecnie stosowane są stosowane jednopunktowe wtryski paliwa (paliwo podawane jest przez jeden wtryskiwacz umieszczony w kolektorze dolotowym przed przepustnicą) oraz wielopunktowe wtryski paliwa, w którym paliwo podawane do każdego cylindra przez przydzielony wtryskiwacz. Wtrysk odbywa się do kanału dolotowego przed zaworem dolotowym lub bezpośrednio do komory spalania tzw. GDI (z ang. Gasoline Direct Injection) po raz pierwszy zastosowane przez japoński koncern Mitsubishi.
Wielopunktowe układy wtrysku paliwa (benzyny) z wtryskiem do kanału dolotowego dzielimy na:
– układ wtryskowy typu L (ilość powietrza przepływającego przez kolektor dolotowy jest określana za pomocą przepływomierza powietrza),
– układ wtryskowy typu D (ilość doprowadzanego powietrza określana jest na podstawie pomiaru podciśnienia w kolektorze dolotowym przez czujnik podciśnienia).
Jednopunktowe układy wtrysku paliwa dzielimy na:
– typu Mono,
– typu D.
Układy te różnią się od siebie sposobem określania ilości powietrza dolotowego i regulacją prędkości obrotowej biegu jałowego (w typie D odbywa się za pomocą zaworu powietrza dodatkowego, który umieszczony jest w kanale obejściowym przepustnicy, w typie Mono zaś za pomocą nastawnika przepustnicy).

## Wtryskowy układ zasilania w silnikach dieslowskich (ZS)
Układy wtryskowe silników ZS dzielimy na:
- wielosekcyjna rzędowa pompa wtryskowa

Pompa wtryskowa składa się z wielu sekcji tłoczących, z których każda zasila w paliwo jeden wtryskiwacz.
- rozdzielaczowa pompa wtryskowa

Pompa ma jedną sekcję tłoczącą, a paliwo rozdzielane jest do wtryskiwaczy za pomocą rozdzielacza.
- pompowtryskiwacz

Paliwo tłoczone i wtryskiwane jest do komory spalania pod ciśnieniem do 150 MPa.
- common rail (z ang. CR)

Każdy z cylindrów zasilany jest w paliwo przez wspólną magistralę (kolektor paliwa).
W pompie wysokiego ciśnienia wytwarzane jest ciśnienie, pod wpływem którego paliwo jest tłoczone do kolektora paliwa, skąd następnie przepływa do wtryskiwaczy otwieranych elektrycznie.